# Estació de la Garriga
La Garriga és una estació de ferrocarril propietat d'Adif situada a la població de la Garriga a la comarca del Vallès Oriental. L'estació es troba a la línia Barcelona-Ripoll per on circulen trens de la línia R3 de Rodalies de Catalunya operada per Renfe Operadora. Aquesta estació de l'antiga línia de Barcelona a Sant Joan de les Abadesses (actualment el tram Ripoll - Sant Joan és una via verda) va entrar en servei l'any 1875 quan es va obrir el tram entre estació de Granollers i Vic. L'estació és capçalera i final d'alguns serveis de la línia, i alguns dels trens que paren són Regionals cadenciats amb destinació Ripoll, Ribes de Freser o la Tor de Querol. Des de novembre de 2015, l'estació de la Garriga ja no disposa de venedor de bitllets i només funciona amb màquines d'autovenda, tot i l'oposició mostrada per l'ajuntament de la Garriga, els seus habitants i el col·lectiu de defensa de la línia R3 Perquè no ens fotin el tren.
L'any 2016 va registrar l'entrada de 336.000 passatgers.

## Serveis ferroviaris
| Rodalia de Barcelona      |                           |           |                                                    |                        |
| Procedència/Destinació    | <                         | Línia     | >                                                  | Procedència/Destinació |
| L'Hospitalet de Llobregat | Les Franqueses del Vallès |           | Figaró                                             | terminal Vic           |
| L'Hospitalet de Llobregat | Granollers-Canovelles     | Centelles | Ripoll Ribes de Freser Puigcerdà La Tor de Querol¹ |                        |

¹ En aquesta estació paren els regionals cadenciats direcció Ripoll / Ribes de Freser / Puigcerdà / La Tor de Querol.

## Galeria d'imatges

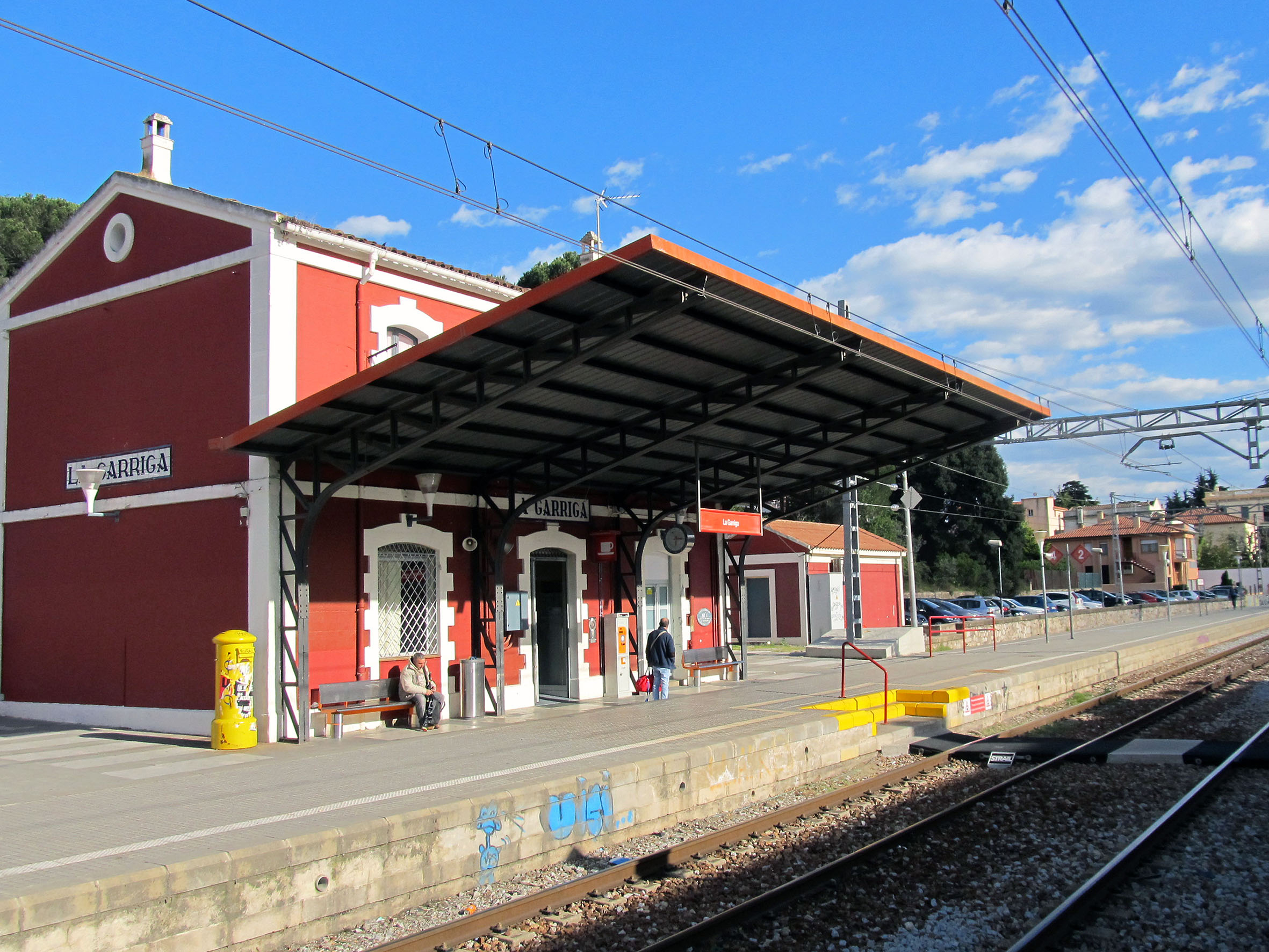
Edifici de l'estació
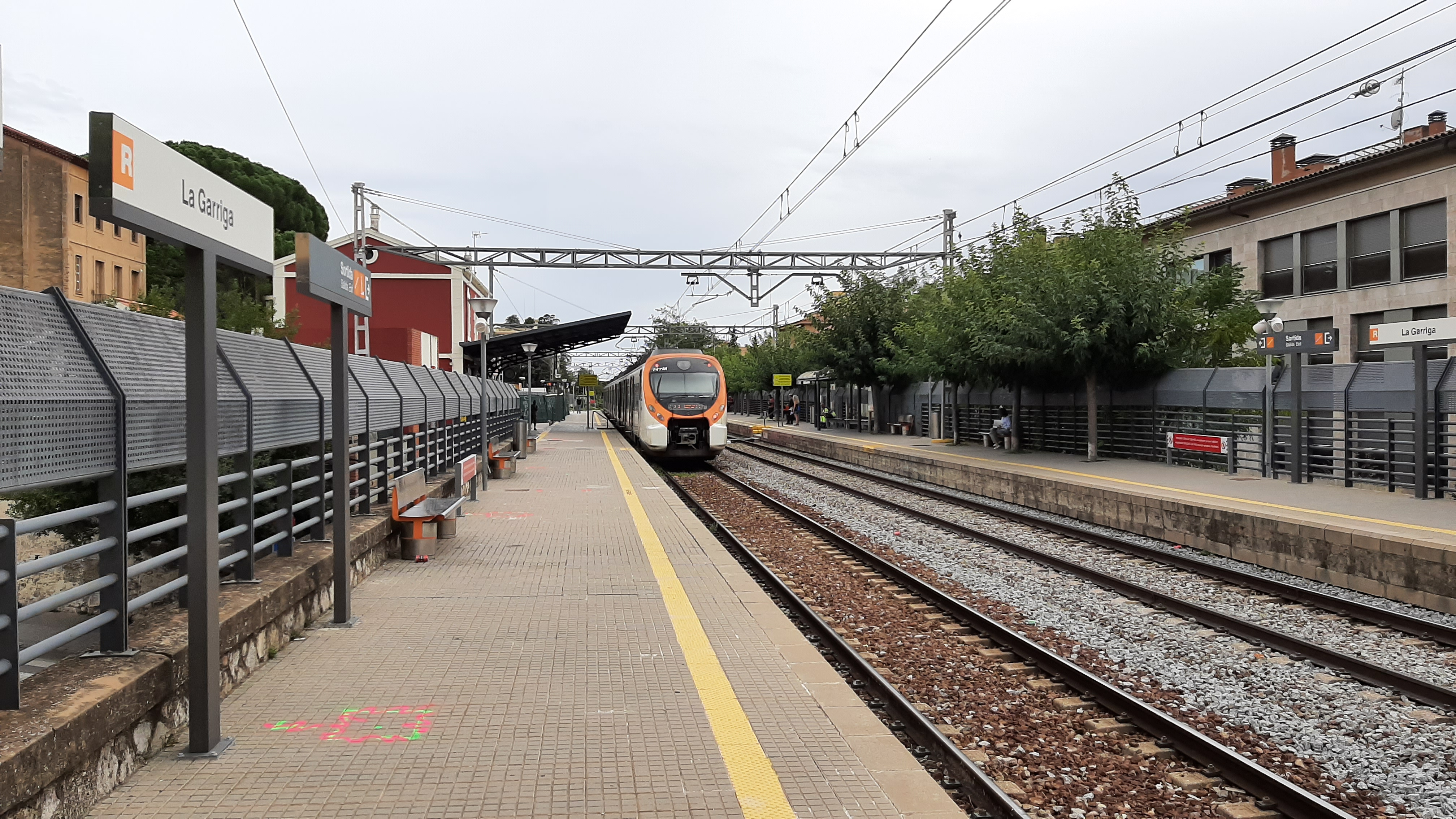
Unitat Civia a l'estació
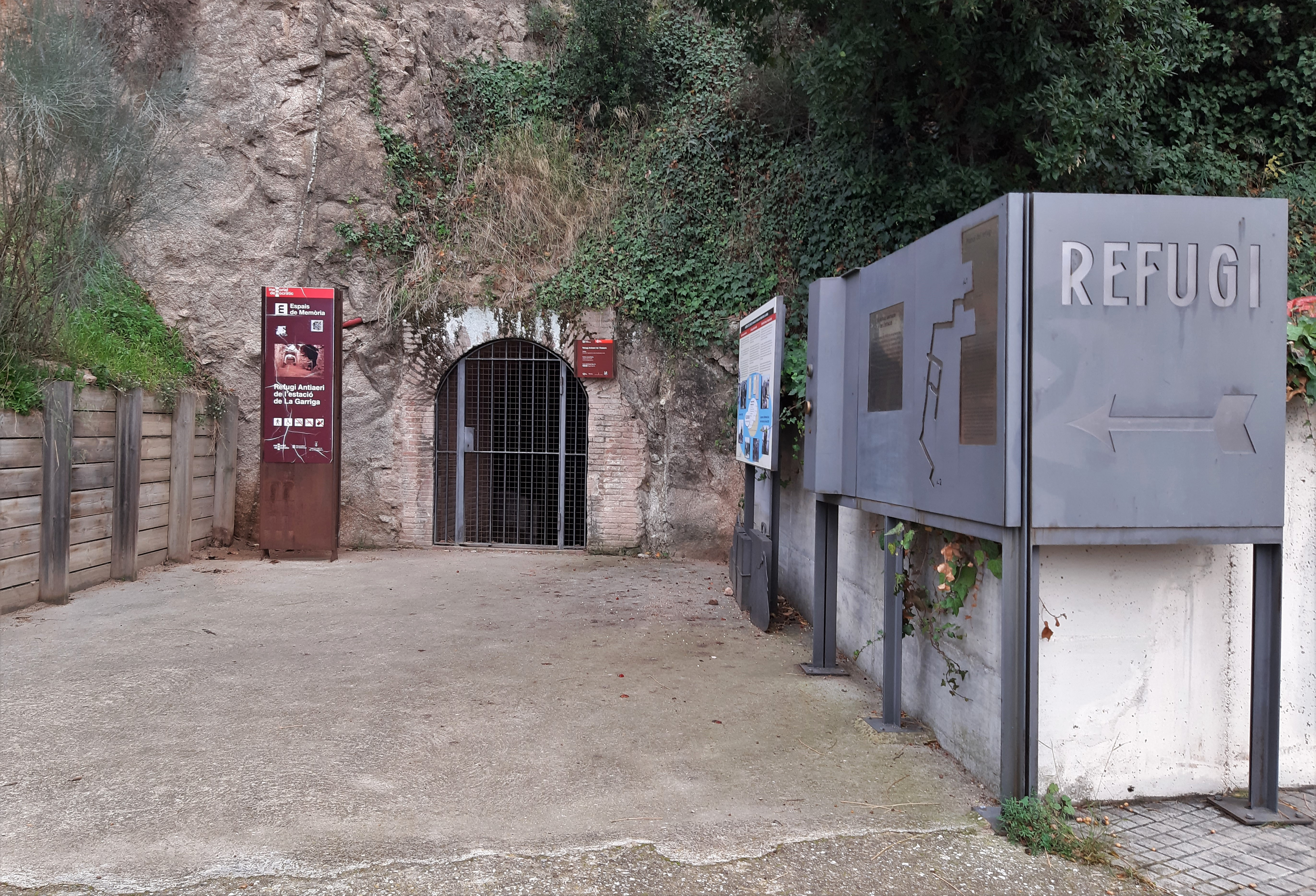
Refugi antiaeri al costat de l'estació